# Loiret
Loiret ( fransk udtale ?) er et fransk departement i regionen Centre. Hovedbyen er Orléans, og departementet har 618.126 indbyggere (1999).
Der er 3 arrondissementer, 21 kantoner og 326 kommuner i Loiret.
- Wikimedia Commons har flere filer relateret til Loiret

47°55′N 2°10′Ø / 47.92°N 2.17°Ø